# Арсланбеков, Тимур Русланович
Тиму́р Русла́нович Арсланбе́ков (род. 14 мая 1976) — российский футбольный судья, имеет региональную категорию. Обслуживал матчи чемпионата России.

## Карьера
Как футболист играл на позиции полузащитника за «Худжанд» из одноимённого города. Начал заниматься судейством в 1999 году. Судейскую карьеру Тимур Арсланбеков начал в 2002 году, работая линейным арбитром в матчах второго дивизиона, Кубка России и турнира дублёров. Затем он работал лайнсменом в первом дивизионе, а с 2004 года работал главным арбитром. Судил матчи турнира дублёров, второго и первого дивизионов.
В Премьер-лиге в качестве главного арбитра дебютировал 10 апреля 2011 года, в матче 4-го тура «Ростов» Ростов-на-Дону — Волга" Нижний Новгород. Встреча завершилась победой гостей 3:1, Арсланбеков показал восемь жёлтых карточек, одна из которых превратилась в красную. За неудовлетворительную работу на матче Первенства ФНЛ 1 апреля 2017 года «Факел» Воронеж — «Кубань» Краснодар (2:2) был отстранён от судействан до конца сезона, этот матч стал последним в судейской карьере на профессиональном уровне.
С лета 2019 года — спортивный директор клуба ФНЛ «Нефтехимик» Нижнекамск. При этом, заявлен также и как переводчик, что позволяет ему присутствовать на тренерской скамейке, и в сезоне-2020/21 в его адрес имелись высказывания руководителей клубов-соперников («Торпедо» Москва, «Балтика» Калининград) насчёт того, что он «ведёт себя активнее, чем главный тренер, и оказывает давление на арбитров». 11 ноября по окончании матча 21-го тура Первенства ФНЛ «СКА-Хабаровск» — «Нефтехимик» заработал дисквалификацию. 25 ноября по ходу матча 24-го тура «Нефтехимик» — «Нижний Новгород» был удалён со скамейки из-за красной карточки, полученной за перепалку с главным тренером «Нижнего Новгорода» Робертом Евдокимовым.